# 波蘭共和國功績勳章

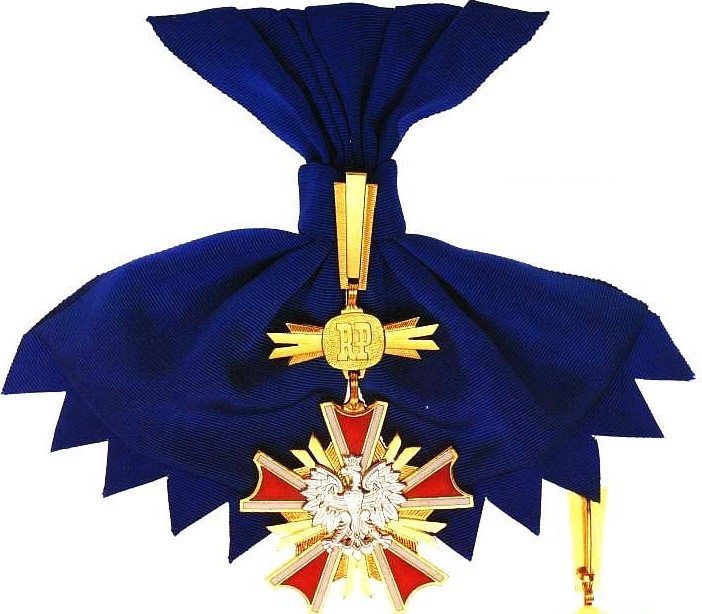
波蘭共和國功績勳章

波蘭共和國功績勳章（波蘭語：Order Zasługi Rzeczypospolitej Polskiej）是一项设立于1974年的波兰功绩勋章，颁给为波兰做出极大贡献者。外国人和侨居海外的波兰公民有资格获颁该勋章。